# Kelly Ripa
Kelly Maria Ripa (Stratford (New Jersey), 2 oktober 1970) is een Amerikaanse actrice en talkshowhost. Sinds februari 2001 is Ripa naast Regis Philbin presentatrice van Live with Regis and Kelly. Ze speelde eerder in onder meer de televisieseries All My Children en Hope & Faith.
Ripa is de dochter van een Italiaanse vader en een Ierse-Italiaanse afkomst. Toen ze op de Eastern High School zat in Voorhees Township (New Jersey) begon ze met acteren in musicals. Dit zorgde voor rollen in lokale theaters en een reguliere plaats in Dance Party USA. Daarna werd ze gekozen om de heroïneverslaafde Hayley Vaughan te spelen in de soapserie All My Children.
Ze is sinds 1 mei 1996 getrouwd met acteur Mark Consuelos en kreeg met hem in 1997 een zoon, in 2001 een dochter en in 2003 een tweede zoon.